# Баруччи, Пьеро
Пьеро Баруччи (итал. Piero Barucci; род. 29 июня 1933, Флоренция) — итальянский экономист и политик.

## Биография
Пьеро Баруччи родился 29 июня 1933 года во Флоренции. Обучался в Флорентийском университете, где получил степень бакалавра экономики.

## Карьера
В 1966—1990 годах Баруччи преподавал экономию и историю экономики Сиенском и Флорентийском университетах, а также был председателем банка Monte dei Paschi di Siena.
С июня 1992 по апрель 1993 года Баруччи занимал пост министра финансов и в первом кабинете Джулиано Амато. Затем был назначен был назначен министром финансов в кабинете Чампи и занимал этот пост по апрель 1994 года. После ухода с государственный службы он начал работать в различных частных фирмах и банках. 
В 2001 году Баруччи возглавил консорциум бизнесменов, который приобрёл итальянский футбольный клуб «Фиорентина». 7 мая 2007 года он начал работать в антимонопольном ведомстве в качестве комиссара.